# Дом актёра (Таганрог)
Дом актёра — жилой многоэтажный дом в Таганроге (ул. Фрунзе, 55). Образец конструктивизма в архитектуре.

## Архитектурные особенности
Шестиэтажное со стороны улицы Фрунзе здание вынесено архитекторами на красную линию застройки не главным фасадом, а торцом. По тому времени это был смелый шаг авторов проекта.

## История дома
Дом выстроен в 1929 году. Изначально дом был предназначен для артистов таганрогских театров и местного симфонического оркестра. Авторы проекта полагали, что советским работникам искусств незачем тратить время на домашнюю кухню, и устроили в цоколе здания ресторан. В квартирах дома кухни не были предусмотрены. В итоге оказалось, что семейный бюджет актеров вынуждает их игнорировать общепит, денег на питание в ресторане не хватало. В дальнейшем в каждой квартире одна из комнат была переоборудована под кухню.